# Аполлоній Молон
Аполлоній Молон (часто просто Молоні; I століття до н. е.) — давньогрецький ритор. Був відомий приблизно в 70-і роки до н. е. Він був уродженцем Алабанди, учнем Менеклеса і проживав на острові Родос, де керував школою риторики.
Відомо, що він двічі відвідував Рим як посол Родосу, а Марк Туллій Цицерон і Гай Юлій Цезар брали у нього уроки ораторського мистецтва. Він намагався пом'якшити риторичний стиль азианізмом і розвивав так званий «аттичний» стиль в риториці. Молоні мав популярність в римських судах і, за повідомленнями, один раз був навіть запрошений виступити перед римським сенатом грецькою мові, чого зазвичай не вдостоювали іноземних послів.
Він залишив записи промов в гомерівському стилі і, згідно з Йосипом Флавієм, в своїх промовах люто нападав на євреїв.